# Badminton-Bundesliga 1978/79
Die Badminton-Bundesligasaison 1978/79 bestand aus 14 Spieltagen im Modus „Jeder gegen Jeden“ mit Hin- und Rückspiel. Meister wurde der 1. BV Mülheim. Absteigen musste der Ohligser TV, der VfL Wolfsburg ging in die Relegation, welche am 28. und 29. April 1979 stattfand. Wolfsburg sicherte sich dabei den Klassenerhalt gegen den OSC 04 Rheinhausen, die TG Langendiebach und den VfB Lübeck. Rheinhausen rückte später als zweiter Aufsteiger für das nicht gestartete Team von PSV Grün-Weiß Wiesbaden nach.

## Endstand
| Platz | Verein | Spiele | Spielpunkte | Punkte |
| ----- | --- | ------ | ----------- | ------ |
| 1.    | 1. BV Mülheim (Gerhard Kucki, Michael Schnaase, Horst Lösche, Karl-Heinz Garbers, Udo Krückels, Werner Oberem, Karin Kucki, Marie-Luise Schulta-Jansen, Antonie Schwabe) | 14     | 88:24       | 27:01  |
| 2.    | TuS Wiebelskirchen (Georg Simon, Arya Aslim, Karl Geisler, Wolfgang Reinhart, Robert Sathisdy, Vera Martini, Monika Peiffer)                                             | 14     | 76:36       | 22:06  |
| 3.    | 1. BC Beuel (Roland Maywald, Karl-Heinz Zwiebler, Reiner Wodey, Rolf Zizmann, Eva-Maria Zwiebler, Helga Maywald)                                                         | 14     | 72:40       | 21:07  |
| 4.    | STC Blau-Weiß Solingen | 14     | 71:51       | 12:11  |
| 5.    | PSV Grün-Weiß Wiesbaden | 14     | 50:62       | 11:12  |
| 6.    | FC Bayer 05 Uerdingen | 14     | 46:66       | 11:17  |
| 7.    | VfL Wolfsburg | 14     | 48:64       | 08:21  |
| 8.    | Ohligser TV (N) | 14     | 18:94       | 00:26  |